# Ernst Ludwig Kirchner Archiv
Das Ernst Ludwig Kirchner Archiv in Wichtrach ist eine archivarische Einrichtung, die Literatur und Informationen zum Œuvre von Ernst Ludwig Kirchner sammelt, die einzelnen vom Künstler geschaffenen Werke dokumentiert sowie Publikationen und Ausstellungen betreut. Ein weiterer Aufgabenbereich ist die Abklärung von Echtheitsfragen zum Werk des Künstlers.

## Geschichte und Standort
Das Archiv besteht seit 1979. Auf der bis 1962 im Stuttgarter Kunstkabinett und bis 1979 in Campione d’Italia am Luganersee von Roman Norbert Ketterer gesammelten Dokumentation aufbauend, wurde es bis 1993 angegliedert an die Galleria Henze in Campione d’Italia von Wolfgang Henze geleitet. Seitdem befindet es sich, weiterhin unter Henzes Leitung, in Wichtrach bei Bern angegliedert an die Galerie Henze & Ketterer. Es umfasst die Unterlagen zum Gesamtwerk des Künstlers sowie eine Bibliothek zu seinem Werk und allgemein zum Expressionismus.

## Umfang und Zielsetzung
Durch einen glücklichen Zufall ist praktisch das gesamte Œuvre des deutschen Malers und Plastikers Ernst Ludwig Kirchner überliefert. Dieses umfasst insgesamt über 25.000 Werke, davon etwa 1500 Gemälde (Rückseiten inbegriffen), 10.000 Zeichnungen, Pastelle und Aquarelle, über 2000 Druckgraphiken, zahlreiche Skulpturen sowie geschätzte 12.000 Skizzenbuchblätter. Bei den Graphiken ist zu beobachten, dass es sich in den allermeisten Fällen um Unikate handelt, die vom Künstler selbst geschaffen, sich bezüglich Druckzustands, Farbgebung und Papier jeweils stark voneinander unterscheiden. Hiermit zeichnet sich der Künstler als einer der produktivsten des 20. Jahrhunderts aus. Sämtliche Werke Ernst Ludwig Kirchners wurden 1920 von Berlin nach Davos überführt, wo sich der Künstler bereits 1917 zurückgezogen hatte. So blieb das Frühwerk während des Zweiten Weltkrieges von der Zerstörung durch Bombenangriffe verschont und weitgehend auch von Beschlagnahmungen und Vernichtungen durch das Naziregime.
Das Ernst Ludwig Kirchner Archiv in Wichtrach ist ein privates Archiv, das sich zum Ziel setzt, sämtliche von und zu Ernst Ludwig Kirchner je erschienenen Texte und Abbildungen seiner Werke sowie Angaben zu Ausstellungsbeteiligungen zu sammeln, zu dokumentieren und systematisch fortlaufend zu ergänzen. Gleichzeitig unterstützt es mit Informationen Ausstellungen und Publikationen zum Künstler und zum Expressionismus und kümmert sich um die aufkommenden Echtheitsfragen auf internationaler Ebene.

### Echtheitsfragen
Die gesamten im Nachlass von Ernst Ludwig Kirchner erhaltenen Werke wurden zwischen 1946 und 1954 durch Georg Schmidt, Leiter des Baslers Kunstmuseums, inventarisiert sowie mit dem Nachlass-Stempel versehen. Dieser auf allen nicht zu Lebzeit des Künstlers oder danach von seiner Frau Erna Kirchner verkauften Werken angebrachte Stempel, versehen mit einer Kombination aus alphabetischen und numerischen Zeichen in Tinte, bürgt bereits für die Echtheit und Eigenhändigkeit des Werkes. Weitere in Bleistift vom Nachlassverwalter Roman Norbert Ketterer hinzugefügten Inventarnummern untermauern dies. Aufgrund der Untersuchung des Bildträgers und unter Anwendung von "naturwissenschaftlich-kriminologischen" Abklärungen, aber auch von stilkritischen Begutachtungen werden Echtheits-Bestätigungen und Zertifikate ausgestellt.

## Zusammenarbeit mit dem Kirchner Museum Davos
Eine enge Zusammenarbeit besteht zwischen dem Ernst Ludwig Kirchner Archiv und dem Kirchner Museum Davos. Dort befinden sich zum Teil ergänzende Dokumente, wie Urkunden, Briefwechsel, Manuskripte sowie Kopien von Filmen und Fernsehdokumentationen zum Leben und Werk Ernst Ludwig Kirchners.